# Un gaffeur sachant gaffer
 (juillet 2025).
Si vous disposez d'ouvrages ou d'articles de référence ou si vous connaissez des sites web de qualité traitant du thème abordé ici, merci de compléter l'article en donnant les références utiles à sa vérifiabilité et en les liant à la section « Notes et références ».
Un gaffeur sachant gaffer est l'album 7 dans la série originale de Gaston. Il est paru en 1969.

## Personnages
- Gaston Lagaffe
- Léon Prunelle
- Fantasio
- Jules-de-chez-Smith-en-face
- Yves Lebrac
- Mademoiselle Jeanne
- Jef Van Schrijfboek
- Bertje Van Schrijfboek
- Aimé De Mesmaeker
- Freddy-les-doigts-de-fée
- Joseph Boulier
- Ducran & Lapoigne
- Mélanie Molaire
- Joseph Longtarin
- Spirou